# RPCS3 (émulateur)
émulateur libre et open-source de la PlayStation 3. Il est écrit en C++ et est disponible sur Windows, Linux et macOS Son développement a débuté en 2011. Bien que l'émulateur soit devenu globalement stable, il reste cependant des fonctionnalités manquantes, une fluidité parfois insuffisante et quelques problèmes d'affichage. L'amélioration de ces trois points sont les objectifs constants de l'émulateur.Il est l'émulateur PlayStation 3 le plus avancé à ce jour.

## Genèse du projet
Le projet a été fondé le 3 mars 2011 par un développeur ukrainien du nom de DH. Il est à l'origine des bases de l'émulateur ainsi que de nombreuses améliorations par la suite. Il était accompagné de l'américain Hykem, responsable de la découverte de nombreuses fonctionnalités par rétro-ingénierie, notamment en matière de sécurité. À l'origine sur Google Code, le projet est déplacé sur GitHub. De nombreux développeurs rejoignent le projet, accélérant le développement de l'émulateur. Mi-2016, les deux fondateurs quittent le projet, DH pour se consacrer à des recherches sur le développement d'un émulateur pour Playstation 4, Hykem est quant à lui contraint de quitter la scène de l'émulation.

## Configuration requise
|                        | Minimum                                              | Recommandée |
| ---------------------- | ---------------------------------------------------- | --- |
| Système d'exploitation | Windows 7 ou 8 (64 bits), Linux, BSD                 | Windows 10 ou 11 (64 bits), Linux, BSD                                                                                            |
| Mémoire vive (RAM)     | 4 Go                                                 | 8 Go |
| Processeur (CPU)       | Un processeur moderne 64 bits (32 bits incompatible) | Un processeur moderne 64 bits - Intel 4 cœurs avec HT, ou 6 cœurs (génération Haswell). - AMD Ryzen 6 cœurs avec SMT, ou 8 cœurs. |
| Carte graphique (GPU)  | Compatible OpenGL 4.3                                | Compatible Vulkan |

## Compatibilité
Début 2020, sur plus de 3 000 jeux, l'émulateur permet d'arriver, avec de bonnes performances, à la fin de 50 % d'entre eux.
Les jeux sont triés en 5 catégories : 

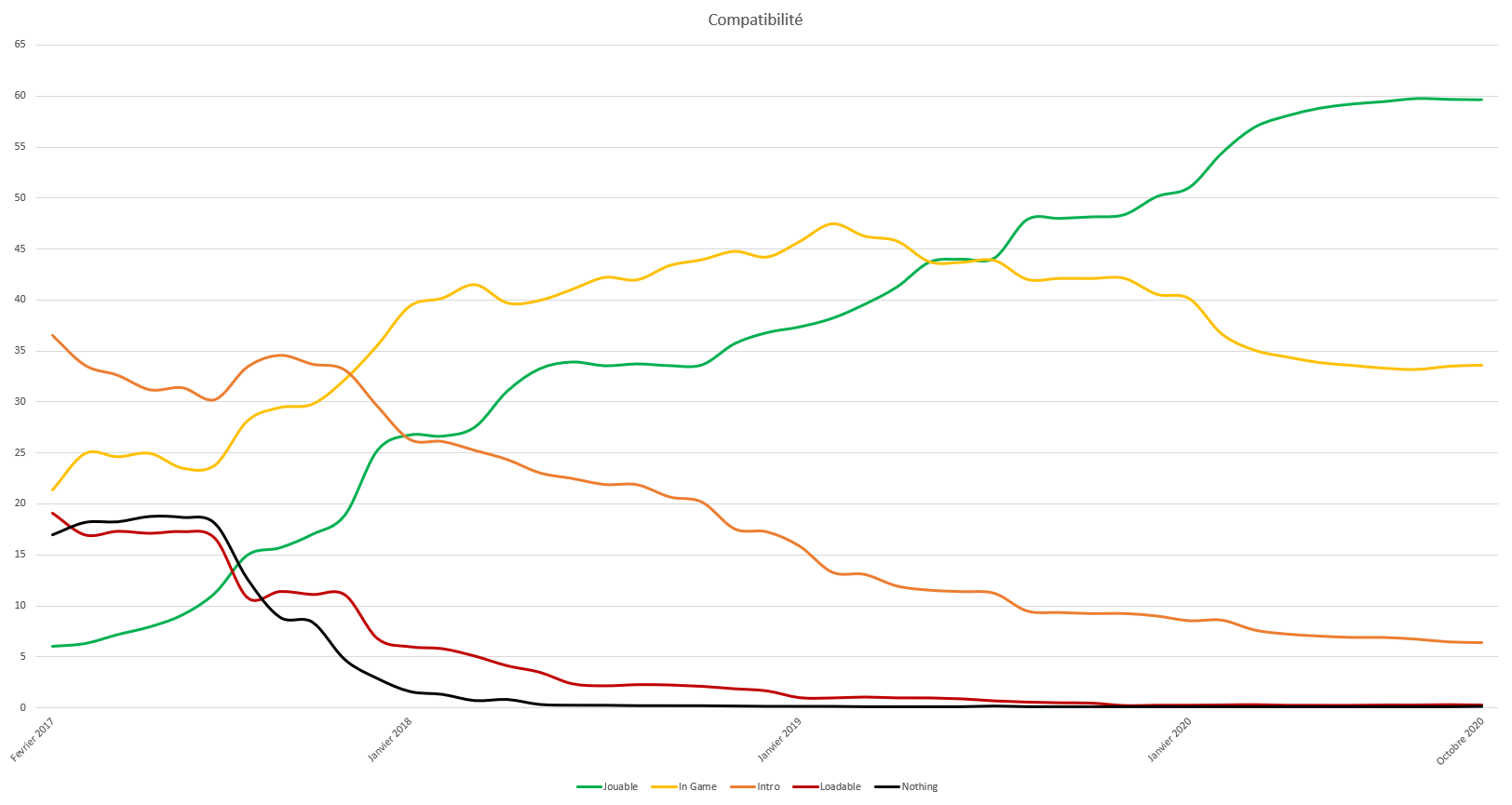
Graphique de la compatibilité de RPCS3

### Jouable
Les jeux jouables sont ceux que l'on peut terminer de manière stable et suffisamment fluide. On y retrouve les jeux Batman, Borderlands, Dark Souls, Devil May Cry, FIFA, Resident Evil...

### In-Game
Les jeux In-Game sont ceux qui soit ne peuvent pas être fini, soit n'étant pas assez fluide. 40 % des jeux sont dans cette catégorie. C'est le cas de grosses licences,tels que la série des Grand Theft Auto ou Uncharted, Gran Turismo 5 ou encore God of War III.
Plus de 90 % des jeux sont dans ces deux premières catégories.

### Intro
Les jeux Intro ne peuvent pas être joués au-delà du menu principal. Environ 8 % des jeux sont dans ce cas, dont Battlefield 4, Call of Duty 4: Modern Warfare, Destiny, plusieurs Need For Speed.
Il est important de préciser que certains jeux (tel que Destiny) ne sont jouables qu'en multijoueurs, ce qui n'est pas encore pris en charge par l'émulateur.

### Loadable
Les jeux Loadable sont ceux qui affichent un écran noir mais où le compteurs d'images par seconde n'est pas stoppé. Seuls 7 des 3022 jeux testés sont dans cette catégorie.

### Nothing
Catégorie probablement vouée à disparaître. Il n'y a en effet que deux jeux où rien ne se passe excepté un éventuel plantage du logiciel.

## Statut légal
Comme pour tout émulateur, la possession de ce logiciel est légale. Toutefois sans l'autorisation de l'ayant droit, il est illégal de copier, vendre ou distribuer des ROM protégées par le droit d'auteur, qui sont indispensables à l'utilisation de ce logiciel.
Il en va de même concernant l'utilisation du Firmware de la PS3. Celui-ci doit être récupéré manuellement et n'est pas fourni avec l'émulateur.

## Historique des versions

### Version 0.0.0.6
La version 0.0.0.6 de RPCS3, sortie le 3 octobre 2015, inclut les nouvelles fonctionnalités suivantes :
- Ajout du support de DirectX.
- Ajout d'un recompilateur.

### Version 0.0.0.9
- La version 0.0.0.9 de RPCS3, sortie le 16 avril 2016, inclut les nouvelles fonctionnalités suivantes[7] :
- Ajout du support de Vulkan.

### Version 0.0.2

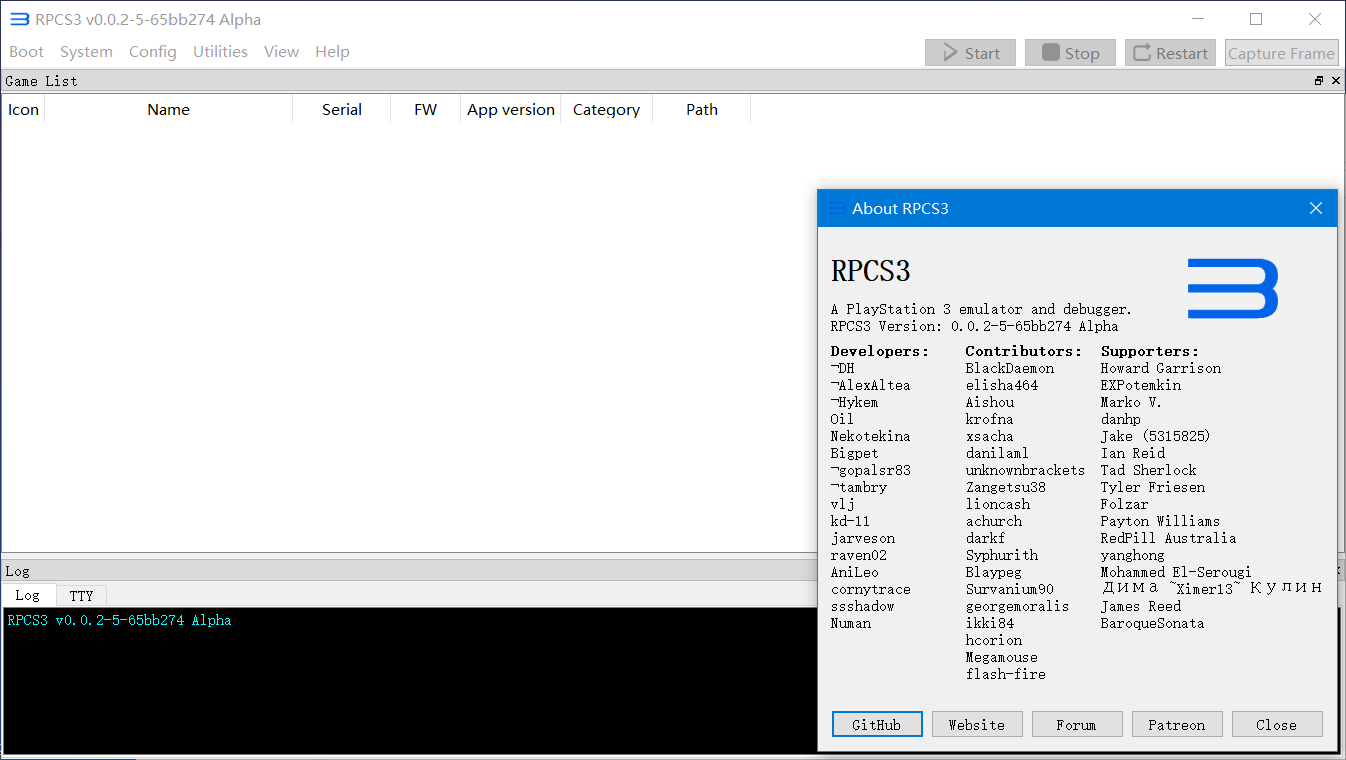
L'interface de la version 0.0.2

La version 0.0.2 de RPCS3, sortie le 12 mars 2017, est principalement une mise à jour améliorant les performances et la stabilité.

### Version 0.0.3
La version 0.0.3 de RPCS3, sortie le 20 juillet 2017, inclut les nouvelles fonctionnalités suivantes :
- Implémentation de nombreuses instructions du processeur.
- Ajout du support de la DualShock 4.
- Passage de l'interface à Qt.

### Version 0.0.4
La version 0.0.4 de RPCS3, sortie le 12 novembre 2017 , inclut les nouvelles fonctionnalités suivantes :
- Ajout de l'ajustement de la résolution jusqu'à la 10K.
- Ajout du filtrage anisotrope.
- Ajout des trophées.
- Ajout d'un gestionnaire de sauvegardes.
- Amélioration conséquente des performances et de la stabilité.

### Version 0.0.5
La version 0.0.5 de RPCS3, sortie le 24 février 2018 , inclut les nouvelles fonctionnalités suivantes :
- Amélioration de la customisation des contrôleurs.
- Gestion de paramétrage des contrôleurs pour un jeu précis.
- Suppression du code d'un émulateur PsVita dans RPCS3.
- Amélioration conséquente des performances et de la stabilité.

### Version 0.0.6
La version 0.0.6 de RPCS3, est sortie le 31 janvier 2019, inclut les nouvelles fonctionnalités suivantes :
- Support des accessoires PS3 : Guitares, microphones SingStar, portail Skylanders...
- Ajout d'un Clavier Virtuel.
- Amélioration de la gestion des textures.
- Amélioration des performances grâce à un interprète SPU.
- Support de la DualShock 3.
- Support du MSAA.

### Version 0.0.7
La version 0.0.7 de RPCS3, est sortie le 30 août 2019, inclut les nouvelles fonctionnalités suivantes :

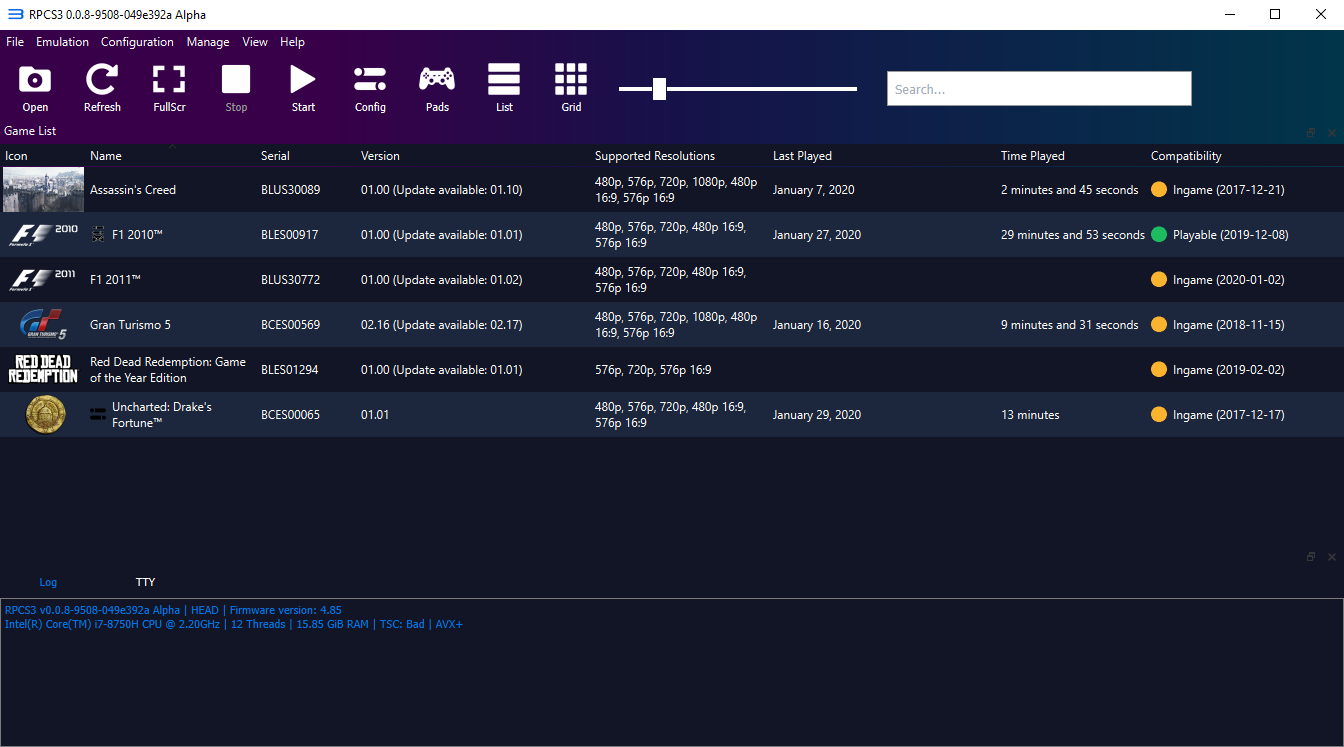
L'interface de la version 0.0.8

- Améliorations graphiques.

### 0.0.11
1er juillet 2020.